# Minha Mãe É uma Peça 3
Minha Mãe É uma Peça 3 é um filme de comédia brasileiro de 2019, dirigido por Susana Garcia e roteirizado por Paulo Gustavo, Fil Braz e Susana Garcia. É uma sequência do filme Minha Mãe É uma Peça 2 de 2016, que por sua vez é uma adaptação cinematográfica da peça de teatro homônima. Traz no elenco Paulo Gustavo, Mariana Xavier, Rodrigo Pandolfo, Herson Capri, Alexandra Richter, Samantha Schmütz, e Patrícya Travassos.
Coproduzido por Midgal Filmes, Universal Pictures, Paramount Pictures e Globo Filmes, foi distribuído pela Downtown Filmes, marcando o fim da trilogia após a morte do ator e comediante Paulo Gustavo em 2021.

## Sinopse
Dona Hermínia (Paulo Gustavo) vai ter que se redescobrir e se reinventar porque seus filhos estão formando novas famílias. Essa supermãe vai ter que segurar a emoção para lidar com um novo cenário de vida: Marcelina (Mariana Xavier) está grávida e Juliano (Rodrigo Pandolfo) vai casar. Dona Hermínia está mais ansiosa do que nunca! Para completar as confusões, Carlos Alberto (Herson Capri), seu ex-marido, que esteve sempre por perto, agora resolve se mudar para o apartamento ao lado.

## Elenco
| Intérprete             | Personagem              |
| ---------------------- | ----------------------- |
| Paulo Gustavo          | Dona Herminia Amaral    |
| Rodrigo Pandolfo       | Juliano Amaral Vieira   |
| Mariana Xavier         | Marcelina Amaral Vieira |
| Herson Capri           | Carlos Alberto Vieira   |
| Alexandra Richter      | Iesa Amaral Leite       |
| Patricya Travassos     | Lúcia Helena Amaral     |
| Samantha Schmütz       | Valdéia                 |
| Malu Valle             | Dona Lourdes            |
| Lucas Cordeiro         | Tiago                   |
| Cadu Fávero            | Sol                     |
| Stella Maria Rodrigues | Ana                     |
| Camila Mayrink         | Lizandra                |
| Bruno Bebianno         | Garib Amaral Vieira     |
| Edmilson Filho         | Willian                 |
| Ana Carbatti           | Terapeuta               |
| Dani Ornellas          | Ginecologista           |
| Giovanna de Toni       | Vizinha                 |

## Recepção

### Bilheteria
O filme, logo na primeira semana de exibição superou Star Wars: A Ascensão Skywalker e Frozen 2. Ao final do primeiro mês arrecadou R$ 137 milhões tornando-se um dos filmes de maior arrecadação de bilheteria nacional atrás apenas de Tropa de Elite 2: O Inimigo Agora É Outro Em fevereiro de 2020, tornou-se o terceiro filme mais visto.